# 13 Pułk Piechoty (Imperium Rosyjskie)
13 Biełozierski Pułk Piechoty Generał-Feldmarszałka Księcia Wołkońskiego (ros. 13-й пехотный Белозерский генерал-фельдмаршала князя Волконского полк) – pułk piechoty okresu Imperium Rosyjskiego.

## Charakterystyka
Sformowany 6 grudnia 1708 za panowania cara Piotra I Wielkiego, rozformowany w 1918. Stacjonował między innymi w m. Łomża. Nosił nazwy: Biełozierski pp (1811–1843), pp gen. adiutanta ks. Wołkońskiego (1843–1850), pp gen. feldmarszałka ks. Wołkońskiego (1850–1852), Biełozierski pp (1852–1856).
Pułk wziął udział w działaniach zbrojnych epoki napoleońskiej, a także w działaniach zbrojnych okresu I wojny światowej. Podczas bitwy o Warszawę we wrześniu 1831 brał udział w ataku na Redutę Ordona. Szczątki jego żołnierzy odnaleziono na stanowisku archeologicznym na Reducie. Na cmentarzu w Działoszynie znajduje się żeliwny pomnik. Pochowano tu oficera 13 Biełozierskiego pułku piechoty podpułkownika Fiodora Stiepanowicza Sozanowicza (5 lutego 1829 – 28 sierpnia 1867).

## Podporządkowanie
Lipiec 1914:
- 6 Korpus Armijny – Łomża
  - 4 Dywizja Piechoty – Łomża
    - 1 Brygada Piechoty – Łomża
      - 13 Biełozierski pułk piechoty – Łomża